# Nishimura Shigeki
Nishimura Shigeki est un nom japonais traditionnel ; le nom de famille (ou le nom d'école), Nishimura, précède donc le prénom (ou le nom d'artiste).
Nishimura Shigeki (西村茂樹, 26 avril 1828 - 18 août 1902) est un enseignant japonais qui fut l'un des meneurs du mouvement dit de l'éclaircissement de Meiji durant l'ère Meiji. Il est également connu sous le nom de Nishimura Hakuo. Il a écrit plus de 130 livres et plus de 200 articles dans sa longue carrière littéraire.
Né dans le domaine de Sakura, province de Shimōsa (aujourd'hui préfecture de Chiba), Nishimura était à l'origine un érudit confucéen, mais il a aussi étudié le rangaku. Il a appuyé le bakufu de Tokugawa contre la restauration de Meiji, mais était tellement réputé que le nouveau gouvernement de Meiji l'a recruté pour aider à l'instruction du peuple japonais sur le modèle occidental.
Il est un membre fondateur du Meirokusha avec Arinori Mori, et l'auteur de nombreux articles au journal Meiroku Zasshi, sur un éventail de matières, notamment sur la pertinence de l'éthique au gouvernement, une comparaison des systèmes de gouvernement du monde et des systèmes économiques du monde.
Nishimura a fondé sa propre société intellectuelle en 1876 pour souligner les valeurs morales, qui est devenu le Nihon Kodokai (société du Japon pour l'expansion de la Voie), qui s'est avéré être un grand succès. La société a soutenu la croyance qu'une réaffirmation des valeurs morales traditionnelles du Japon était nécessaire de la force du Japon dans le monde moderne.
Il fut nommé à la Chambre des pairs en 1890.

## Source de la traduction
- (en) Cet article est partiellement ou en totalité issu de l’article de Wikipédia en anglais intitulé « Nishimura Shigeki » (voir la liste des auteurs).